# Talamancan
Talamancan.- jezična porodica iz Srednje Amerike, koja se vodi kao dio Velike porodice Chibchan. Predstavljaju je jezici Talamanca nekih plemena iz Kostarike i Paname, a čini se imali su predstavnike čak u Kolumbiji, to su: Boruca, Bribri, Burucaca, Cabecar, Chiripo, Coto, Estrella, Guetar (po novijoj kalsifikaciji pripadaju porodici Rama), Pocosi, Quepo, Quilla, Suerre, Tariaca, Teshbi (Techbi), Térraba (Naso, Teribe), Tojar, Tucurrique, Turucaca i Voto. 

## Jezici
Danas je priznato 4 talamancanska jezika, to su: boruca [brn] (Kostarika); bribri [bzd] (Kostarika); cabécar [cjp] (Kostarika); teribe [tfr] (Panama)

## Vanjske poveznice
- Ethnologue (14th)
- Ethnologue (15th)